# 대천고등학교
대천고등학교(大川高等學校)는 대한민국 충청남도 보령시 죽정동에 있는 공립 고등학교이다.

## 학교 연혁
- 1944년 5월 1일 : 대천공립농업전수학교(2년제) 개교
- 1947년 1월 31일 : 대천공립초급중학교(3년제) 인가
- 1951년 9월 1일 : 대천농업고등학교(대천중 병설) 인가
- 1951년 9월 28일 : 개교기념일 지정
- 1961년 12월 31일 : 대천실업고등학교(교명변경)
- 1973년 9월 5일 : 대천종합고등학교(교명변경)
- 1976년 11월 8일 : 대천고등학교(24학급) 인가(교명변경)
- 1977년 3월 1일 : 대천중 분리
- 1991년 10월 4일 : 27학급 인가
- 1999년 7월 19일 : 신축교사 이전(명천동→죽정동)
- 2009년 10월 10일 : 대보영재관 준공
- 2025년 9월 1일 : 제34대 이병준 교장 부임
- 2025년 1월 8일 : 제74회 졸업식(165명, 총 20,590명)
- 2025년 3월 4일 : 제77회 입학식(140명)

## 참고 자료
- 대천고등학교 - 한국교육학술정보원 학교알리미